# Los Frikis
Los Frikis ist ein Filmdrama von Tyler Nilson und Michael Schwartz. Der Film, der die Geschichte einer zu Beginn der 1990er Jahre in Kuba lebenden Gruppe von jungen Menschen erzählt, die sich absichtlich mit HIV infizieren, weil sie sich in den von der Regierung eingerichteten Quarantäne-Sanatorien ein besseres Leben erhoffen, feierte Anfang April 2024 beim Miami Film Festival seine Premiere, wo er mit dem MARIMBAS Award ausgezeichnet wurde. Im Dezember 2024 kam der Film in die US-Kinos. Die Hauptrollen übernahmen die puerto-ricanische Schauspielerin Adria Arjona und der Kubaner Héctor Medina.

## Handlung
Zu Beginn der 1990er Jahre infizieren sich die Mitglieder einer in Kuba lebenden Gruppe von Punkrockern absichtlich mit HIV, um in einem der von der Regierung eingerichteten Quarantäne-Sanatorien einen gewissen Grad an Freiheit wiederzuerlangen. Zu diesen jungen Menschen gehören auch der 18-jährige Gustavo und sein Bruder Paco, wohlwissend, dass sie höchstwahrscheinlich an AIDS sterben werden.

## Produktion

### Filmstab und realer Hintergrund
Regie führten Tyler Nilson und Michael Schwartz, die auch das Drehbuch schrieben. Sie arbeiteten bereits für ihr gemeinsames Spielfilmdebüt The Peanut Butter Falcon mit Shia LaBeouf, Zack Gottsagen und Dakota Johnson in den Hauptrollen zusammen. Zuvor drehten die beiden mehrere Kurzfilme, darunter Alex Honnold's Urban Ascents, in dem sie den Free-Solo-Kletterer Alex Honnold einen Tag lang durch San Francisco begleiteten. Jon Otazua, ihr Filmeditor bei Los Frikis, war zuletzt für Magazine Dreams von Elijah Bynum tätig. Die Geschichte spielt von einem realen Hintergrund.

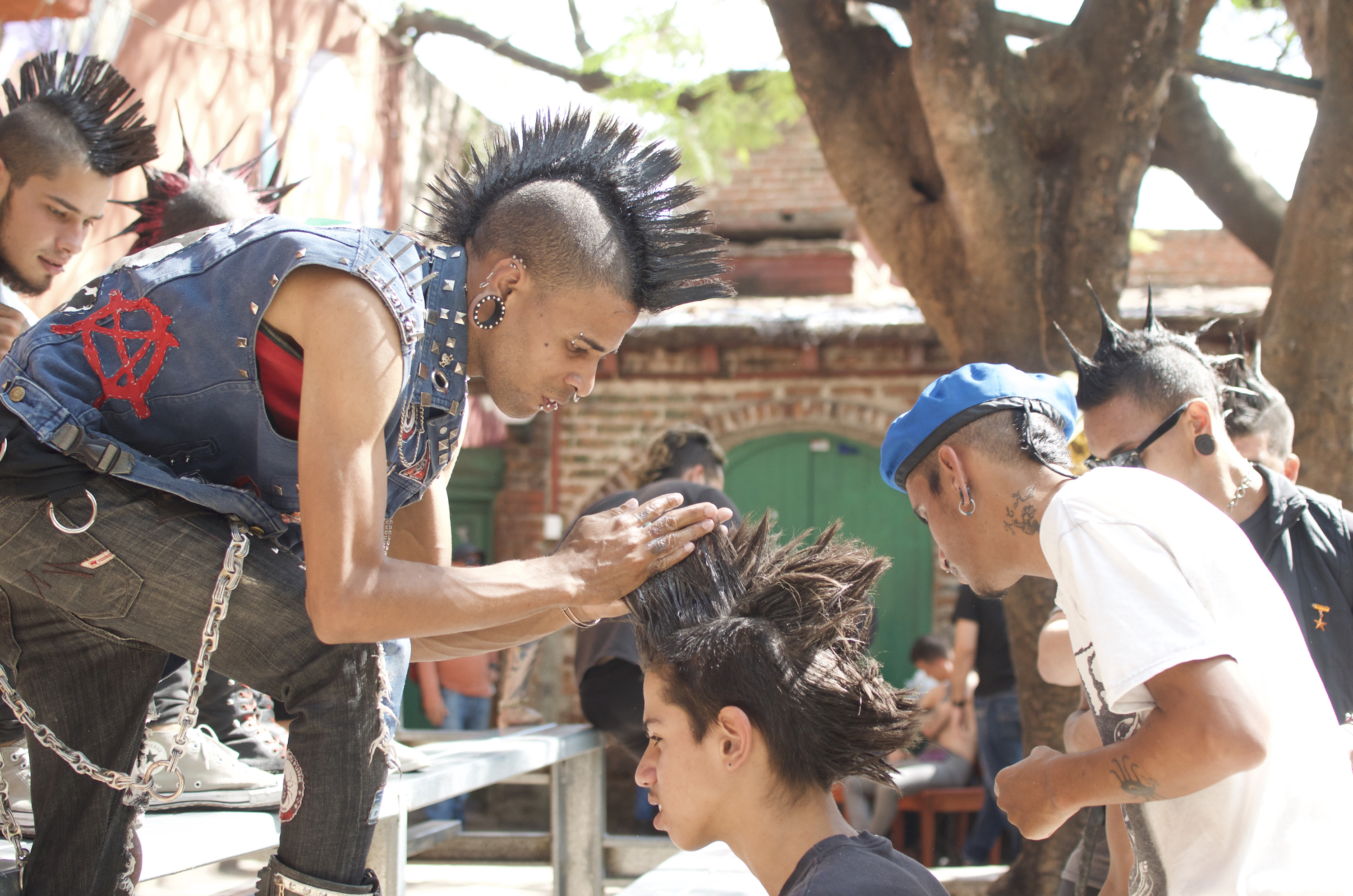
Die „Los Frikis“ entstanden als Gegenkultur in Kuba während einer schweren Wirtschaftskrise

Die titelgebenden „Los Frikis“, auch bekannt als „The Freaks“, waren eine Gruppe Jugendlicher, die in den 1980er und 1990er Jahren während der Wirtschaftskrise, die als „Sonderperiode“ bekannt ist, in Kuba entstand. Diese Subkultur lehnte die Werte der Kubanischen Revolution ab und schloss sich einer Gegenkultur an, die Punkrock, Heavy Metal und andere Formen alternativer Musik hörte. Sie waren auch für ihren unverwechselbaren Modestil mit Lederjacken, zerrissenen Jeans und bunten Haaren bekannt. Für die Frikis stellte der Ende der 1970er Jahre in Großbritannien entstandene Punkrock eine Form der Rebellion gegen den Status quo dar, und sie versuchten für sich einen Raum zu schaffen, in dem sie sich frei und offen äußern konnten, ohne Angst vor Verfolgung oder Unterdrückung.
Die Wirtschaftskrise ereignete sich etwa zur gleichen Zeit, als die AIDS-Krise Nationen auf der ganzen Welt veranlasste, die Ausbreitung des Virus einzudämmen. Kubas umstrittener Ansatz bestand darin, seine sexuell aktive erwachsene Bevölkerung aggressiv zu testen und HIV-infizierte Menschen in Quarantäne-Sanatorien zu schicken. Einige Frikis sahen in dieser Politik einen Ausweg aus einer Gesellschaft, die Dissidenten wie sie verdrängen wollte und in der es an Nahrungsmitteln und anderen Gütern des täglichen Bedarfs mangelte. Viele der Jugendlichen infizierten sich absichtlich mit HIV, um in einem der Quarantäne-Sanatorien zu landen, die ihr Zufluchtsort wurden. „Aus jedem Haus konnte man Rock’n’Roll und Heavy Metal hören“, sagte Yoandra Cardoso, eine langjährige Friki.

### Besetzung und Dreharbeiten
Die puerto-ricanische Schauspielerin Adria Arjona, bekannt aus Filmen wie Morbius und Hit Man,  spielt in der Hauptrolle Maria. Eros de la Puente spielt den 18-jährigen Gustavo und der Kubaner Héctor Medina seinen älteren Bruder Paco. Sein Landsmann Jorge Perugorría, der Dr. Diaz spielt, ist insbesondere für eine Rolle in Erdbeer und Schokolade bekannt. In weiteren Rollen sind Luis Alberto García als Mateo, Manuel Alejandro Rodríguez Gomez als Desi, Pedro Martínez als Bembe und Jorge Enrique Caballero als Maximo zu sehen. Das Casting übernahm Carla Hool.
Kameramann Santiago Gonzalez war in der Vergangenheit für den Musikfilm Black Is King und die Filmkomödie Shortcomings tätig. Gonzalez arbeitete auch für Musikvideo für Künstler wie Drake, Sean Paul, David Guetta, Katy Perry, Foo Fighters, Bruno Mars und Troye Sivan. Für seine Arbeit an dem Musikvideo zu Brown Skin Girl wurde er im Jahr 2021 bei den MTV Video Music Awards ausgezeichnet.

### Filmmusik und Veröffentlichung

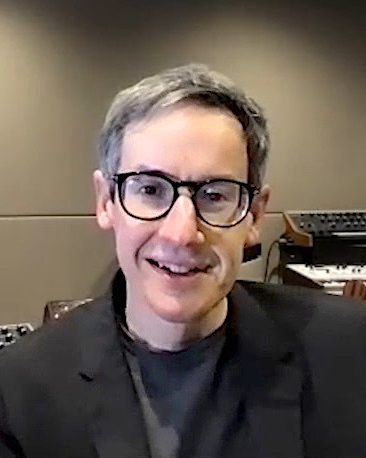
Der Brite Steven Price komponierte die Filmmusik

Die Filmmusik komponierte der Brite Steven Price zu dessen letzten Filmen Last Night in Soho, Die Schwimmerinnen, Der Liebhaber meines Mannes und Heart of Stone gehören. Für seine Arbeit an dem Weltraum-Thriller Gravity von Alfonso Cuarón wurde Price mit dem Oscar ausgezeichnet. Das Soundtrack-Album mit insgesamt 27 Musikstücken wurde am 28. März 2025 von Range Music als Download veröffentlicht.
Die Premiere von Los Frikis erfolgte am 6. April 2024 beim Miami Film Festival. Im Juni 2024 wurde der Film beim Nantucket Film Festival gezeigt und hiernach beim San Antonio Film Festival. Im August 2024 wurde er beim Sidewalk Film Festival vorgestellt. Im Oktober 2024 wurde er beim Woodstock Film Festival und beim Hamptons International Film Festival gezeigt und hiernach beim Savannah Film Festival. Am 20. Dezember 2024 kam der Film in ausgewählte US-Kinos. Dort erhielt er ein R-Rating, was einer Freigabe ab 17 Jahren entspricht. Am 28. März 2025 wurde Los Frikis auf allen großen digitalen Plattformen veröffentlicht.

## Rezeption

### Kritiken
Von den bei Rotten Tomatoes aufgeführten Kritiken sind 85 Prozent positiv bei einer durchschnittlichen Bewertung mit 7,4 von 10 möglichen Punkten.

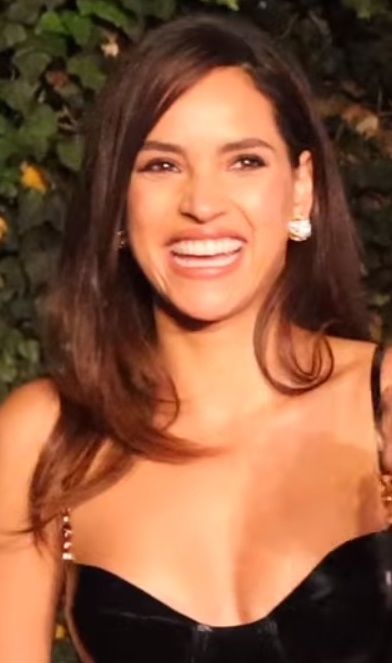
Adria Arjona spielt Maria

Mark Johnson schreibt in seiner Kritik bei awardsdaily.com, wie in The Peanut Butter Falcon schwinge auch in Los Frikis Wärme und Authentizität stark mit. Auch wenn der Ton in diesem weiteren unvergesslichen Film ernster sei, als in den vorherigen Werken von Tyler Nilson und Michael Schwartz sei Los Frikis so unbeschwert und authentisch, gekonnt mit ergreifenden und erhebenden Momenten ausbalanciert, dass der Film die  Stellung der beiden Regisseure als meisterhafte Geschichtenerzähler festige. Ergänzt werde die gefühlvolle Art des Erzählens von Nilson und Schwartz durch die Kameraarbeit von Santiago Gonzalez, der sowohl die natürliche Schönheit als auch die wahren Emotionen gekonnt einfange. Auch die Besetzung glänze mit den Newcomern Héctor Medina und Eros de la Puente, die als die Brüder Paco und Gustavo bemerkenswert authentische Darstellungen lieferten. Johnson hebt auch die unglaubliche Bühnenpräsenz und das Starappeal von Adria Arjona hervor und resümiert, Los Frikis sei eine filmische Glanzleistung, die noch lange nach dem Abspann nachhallt.

### Auszeichnungen
Camerimage 2024
- Nominierung im Cinematographers’ Debuts Competition
- Nominierung im Directors’ Debuts Competition[16]

Miami Film Festival 2024
- Auszeichnung mit dem MARIMBAS Award[17]

Leiden International Filmfestival 2024
- Nominierung im American Indie Competition[18]

Nantucket Film Festival 2024
- Auszeichnung mit dem Publikumspreis
- Auszeichnung mit dem Children’s Resilience in Screenwriting Award[19]

San Antonio Film Festival 2024

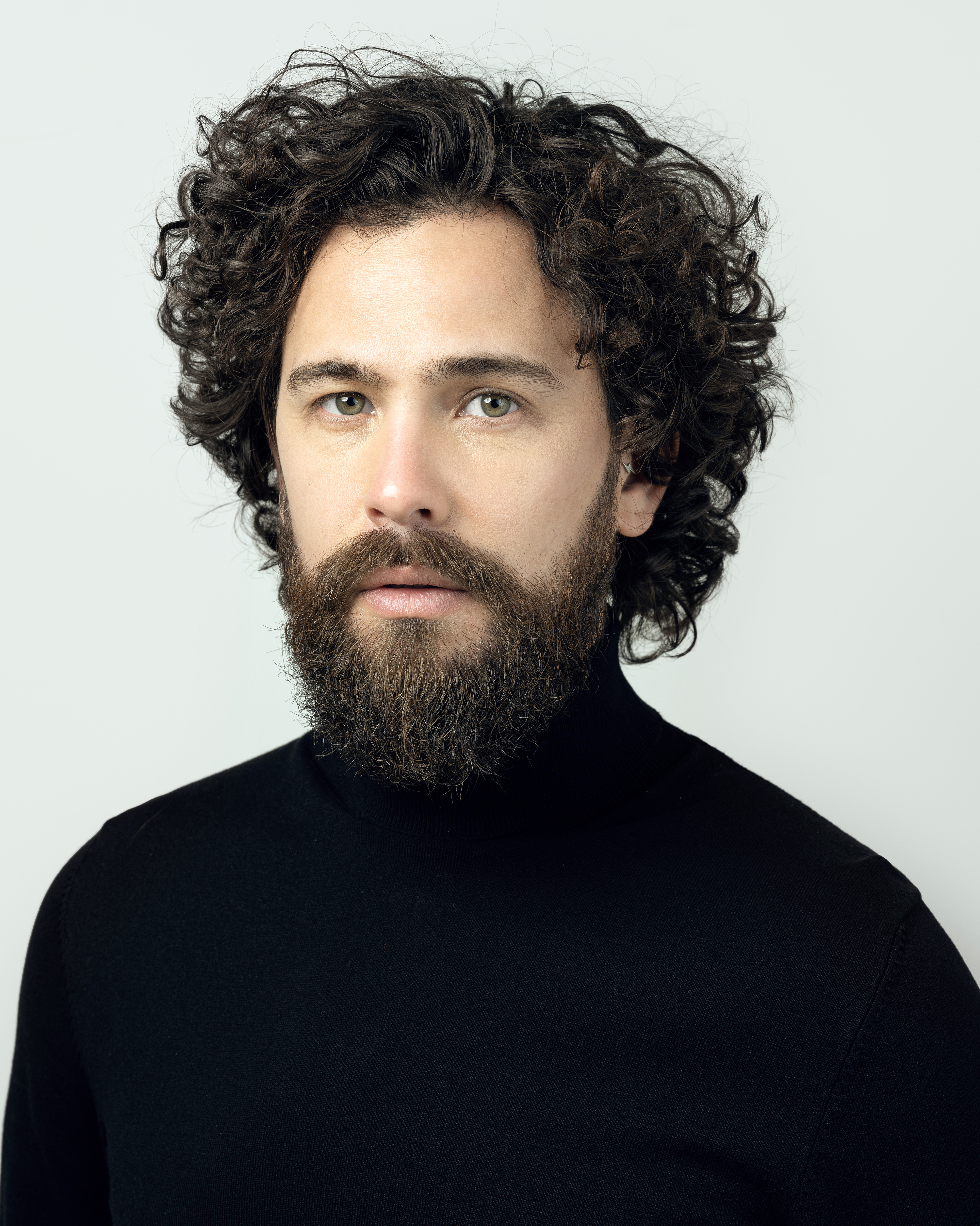
Héctor Medina spielt Paco

- Auszeichnung als Bester Film mit dem Grand Prize (Tyler Nilson und Michael Schwartz)
- Auszeichnung für die Beste schauspielerische Leistung (Héctor Medina)
- Auszeichnung mit dem Publikumspreis Spielfilm (Tyler Nilson und Michael Schwartz)

Savannah Film Festival 2024
- Auszeichnung als Bester Film im Wettbewerb[20]

Tallgrass Film Festival 2024
- Auszeichnung als Bester Spielfilm[21]

Woodstock Film Festival 2024
- Auszeichnung mit dem Narrative Editing Award (Jon Otazua)[22]